# Bródy Ábrahám
Bródy Ábrahám (Ungvár, ? – Brezna, 1882) rabbi
Fiatalon hunyt el. Apja, Bródy Salamon kunfalvai rabbi volt, apósa pedig a híres talmudtudós Weinberger Izsák kisvárdai főrabbi. Egyik őse Bródy Ábrahám híres frankfurti rabbi volt. Még életében megjelent a Pri Hechog című (1871) halachikus értekezés-gyűjteménye, mely módszeres tanulásra vall. Másik műve: Halichosz Ólom (1869) csupán címében héber, az egész német nyelven van írva és több kiadást ért meg.